# 新潟天鵝BB
新潟天鵝BB（日语：新潟アルビレックスBB），是B聯賽第三級的球隊之一，成立於1954年，主場根據地為新潟縣長岡市，主場館為長岡市市政廳體育館。

## 外部連結
- 官方網站 （页面存档备份，存于） （日語）